# 武尔卡普罗德尔斯多夫
武尔卡普罗德尔斯多夫是奥地利布尔根兰州艾森斯塔特城郊县的一个市镇。总面积12.23平方公里，总人口1890人，人口密度154.5人/平方公里（2001年）。